# Sausset
Pour les articles homonymes, voir Sausset (homonymie).
Pour les articles ayant des titres homophones, voir Saussay, Saussey et Sauçaie.
Le Sausset est une petite rivière de la Seine-Saint-Denis, longue de 8 kilomètres. Il prend sa source à Tremblay-en-France, traverse Villepinte et le parc départemental du Sausset, passe à Aulnay-sous-Bois où il se déverse dans les eaux de la Morée, qui se jette dans la Vieille Mer, petit affluent de la Seine, qu'elle rejoint à Saint-Denis.
Il recueille les eaux pluviales de ruissellement tout au long de son cours, et a été busé et enterré sur la majorité de son cheminement d’origine. Le parc du Sausset est actuellement l'un des seuls endroits en Seine-Saint-Denis où il reste à ciel ouvert. Un bassin de retenue forme le petit lac du parc et constitue désormais un écosystème.
Malgré son faible flux, le Sausset anima des moulins, tels que celui d'Aulnay-sous-Bois.